# Adam Szary
Adam Szary (ur. 21 sierpnia 1982) – polski biathlonista, medalista mistrzostw Polski, reprezentant Polski.

## Życiorys
Był zawodnikiem KKS Bielsko-Biała. Na mistrzostwach Polski seniorów zdobył dwa medale w sztafecie: brązowy w 2000 i srebrny w 2001. Na mistrzostwach Polski juniorów w 2000 zdobył brązowy medal w biegu indywidualnym.
Reprezentował Polskę na mistrzostwach świata juniorów w 2000 (26 m. w sprincie, 45 m. w biegu na dochodzenie i 12 m. w sztafecie) i 2003 (70 m. w sprincie i 17 m. w sztafecie), mistrzostwach Europy juniorów w 2000 (25 m. w sprincie, 20 m. w biegu na dochodzenie i 4 m. w sztafecie), 2002 (38 m. w sprincie, 37 m. w biegu na dochodzenie i 7 m. w sztafecie).